# نيلسون دبليو وينبوش

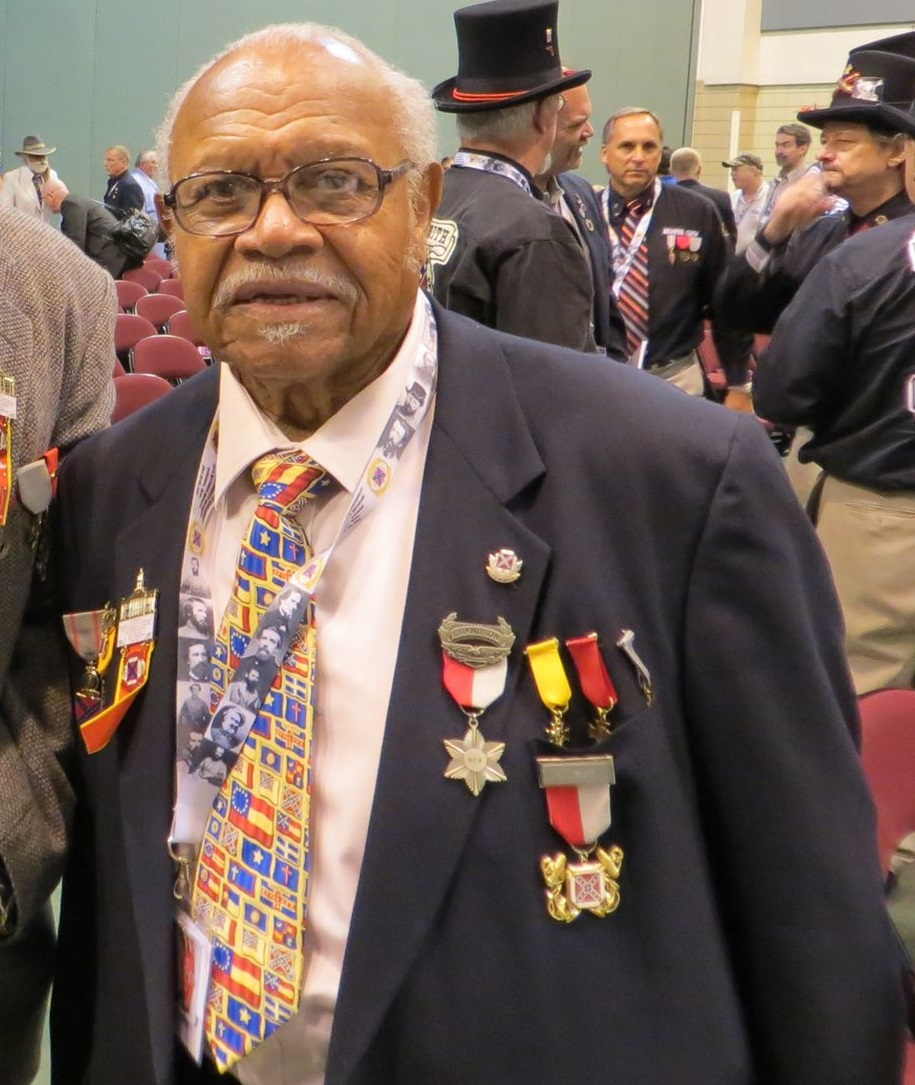
صورة لنيلسون وينبوش في عام 2013 خلال حفل ضم أبناء المحاربين القدامى الكونفدراليين في فيكسبيرج ، ميسيسيبي.

نيلسون دبليو وينبوش (بالإنجليزية: Nelson W. Winbush)‏ (مواليد 1929) هو أحد أبرز الأعضاء الأمريكيين من أصل أفريقي في أبناء المحاربين القدامى الكونفدراليين (SCV)، وله آراء مثيرة للجدل. 

## الحياة الشخصية والتعليم
ولد وينبوش في مدينة ريبلي التي تقع بولاية تينيسي شرق وسط الولايات المتحدة.
وشمل أشقائه الأخوين روبرت وهارولد، والأخوات ماري ودوروثي جان. نشأت أسرته في المنزل الذي بناه جده لويس نابليون نيلسون عام 1908. كما عاش حتى عام 1934، كان لدى وينبوش سنوات قليلة كصبي صغير لاستيعاب رواياته المباشرة عن العبودية والخدمة مع الجيش الكونفدرالي خلال الحرب الأهلية الأمريكية.
عندما كان شابًا من العبيد، رافق لويس نيلسون أبناء سيده جيمس أولدهام كخادم عندما ذهبوا إلى الحرب من مزارعهم. أصبح في النهاية جزءًا من الشركة "M" فوج الفرسان السابع في تينيسي في الجيش الكونفدرالي، حيث عمل طاهياً أولاً.
كان الفوج واحدًا من العديد من تشكيلات سلاح الفرسان الكونفدرالية التي تقع تحت القيادة العامة لقائد سلاح الفرسان الكونفدرالي المشهور اللفتنانت جنرال ناثان بيدفورد فورست.
سُمح لنيلسون أن يعمل كقسيس للسود والبيض بعد أن حفظ الكتاب المقدس، كما تأهل لاحقًا للعضوية في أبناء المحاربين القدامى الكونفدراليين.  ويلاحظ أن جده حصل على معاش تقاعدي من ولاية تينيسي للمحاربين القدامى الكونفدراليين في عام 1920.
تصنفه السجلات الحالية على أنه طباخ وخادم،  وتم حرمان أرملته من المعاش حيث أن ولاية تينيسي لم تدفع معاشًا إلا للمحاربين القدامى وأراملهم والخدم السابقين، ولكن ليس لأرامل الخدم السابقين.
كانت والدة وينبوش وجدته من الأمهات المعلمات، وكان التعليم موضع تقدير لدى الأسر. حصل وينبوش وأشقائه على درجات جامعية، وحصل بعضهم، مثل أخته ماري، على درجات عليا. أصبحت معلمة ومديرة.  كما حصل وينبوش على شهادة البكالوريوس في العلوم ودرجة الماجستير في تعليم الفيزياء.

## السيرة المهنية
أصبح وينبوش معلماً وبعد ذلك مساعد مدير، لديه مهنة في التعليم مثل والدته وجدته. في عام 1955 انتقل مع عائلته إلى فلوريدا حيث قاوم نظام المدارس العامة الاندماج واحتفظ بالمدارس المنفصلة لسنوات بعد حكم المحكمة العليا الأمريكية في قضية براون ضد. مجلس التعليم (1954) الذي أعلن عدم دستوريته.

## آراء حول التاريخ الكونفدرالي
في عام 1991، بعد أن بدأت الجمعية الوطنية للنهوض بالملونين NAACP حملة ضد الاحتفال بالعلم الكونفدرالي في المباني العامة، قرر وينبوش الانضمام إلى أبناء قدامى المحاربين الكونفدراليين. وكان وقتها عضو في معسكر جاكوب سامرلين في مدينة كيسيمي ، فلوريدا. ، حيث تعلم المزيد عن جده وخدمته العسكرية.
مع تقاعده من التدريس، شعر وينبوش أنه على استعداد للتحدث علناً بشأن القضايا العامة. على عكس العديد من الأمريكيين الأفارقة الآخرين. ومن وجهة نظره ويعتبر العلم الكونفدرالي جزءًا من التراث الجنوبي ومناسب للتحدث به للعامة، حيث توجه لبني جدلته قائلا «إن الجنوب انفصل عن الاتحاد بسبب حقوق الدول وليس العبودية». «ينكر أن يحرر الرئيس لينكولن العبيد، موضحًا أن إعلان التحرر أثر على الولايات الكونفدرالية فقط، التي لم تعد تحت سلطته.» 
سافر وينبوش لزيارة معسكرات SCV المختلفة والمنظمات الأخرى الراغبة في الاستماع والنظر في آرائه حول الحرب الأهلية وتراثه. وقد عرف بغناء أغنية الكونفدرالية «. . . . الأسود ليس سوى ظل أغمق من الرمادي المتمرد.» 
في عام 1998، شارك وينبوش في عمل فيديو عن التراث الجنوبي الأسود، من إخراج الدكتور إدوارد سميث من الجامعة الأمريكية، وهو أيضًا عضو أمريكي من أصل أفريقي SCV. يغطي الفيديو الخدمة العسكرية الكونفدرالية لجده وتأهيله لمعاش كونفدرالي بعد الحرب، بالإضافة إلى عناصر من أصول أفريقية أمريكية أخرى. 
انتقدت NAACP والمنظمات المماثلة وينبوش لدعمه للكونفدرالية الجديدة، لأنهم يعتقدون أنه يسيء فهم تاريخ الجنوب. 

## روابط خارجية
- آرون جيروم مارتن، خلف Dixie Stars ، مقطع فيديو مدته 7 دقائق على موقع يوتيوب حول إعادة تفعيل واستخدام العلم الكونفدرالي؛ يتضمن تعليقات نيلسون وينبوش